# Antirrhopa grammateus
Antirrhopa grammateus är en fjärilsart som beskrevs av Diakonoff 1973. Antirrhopa grammateus ingår i släktet Antirrhopa och familjen vecklare. Inga underarter finns listade i Catalogue of Life.